# Comedie nebună

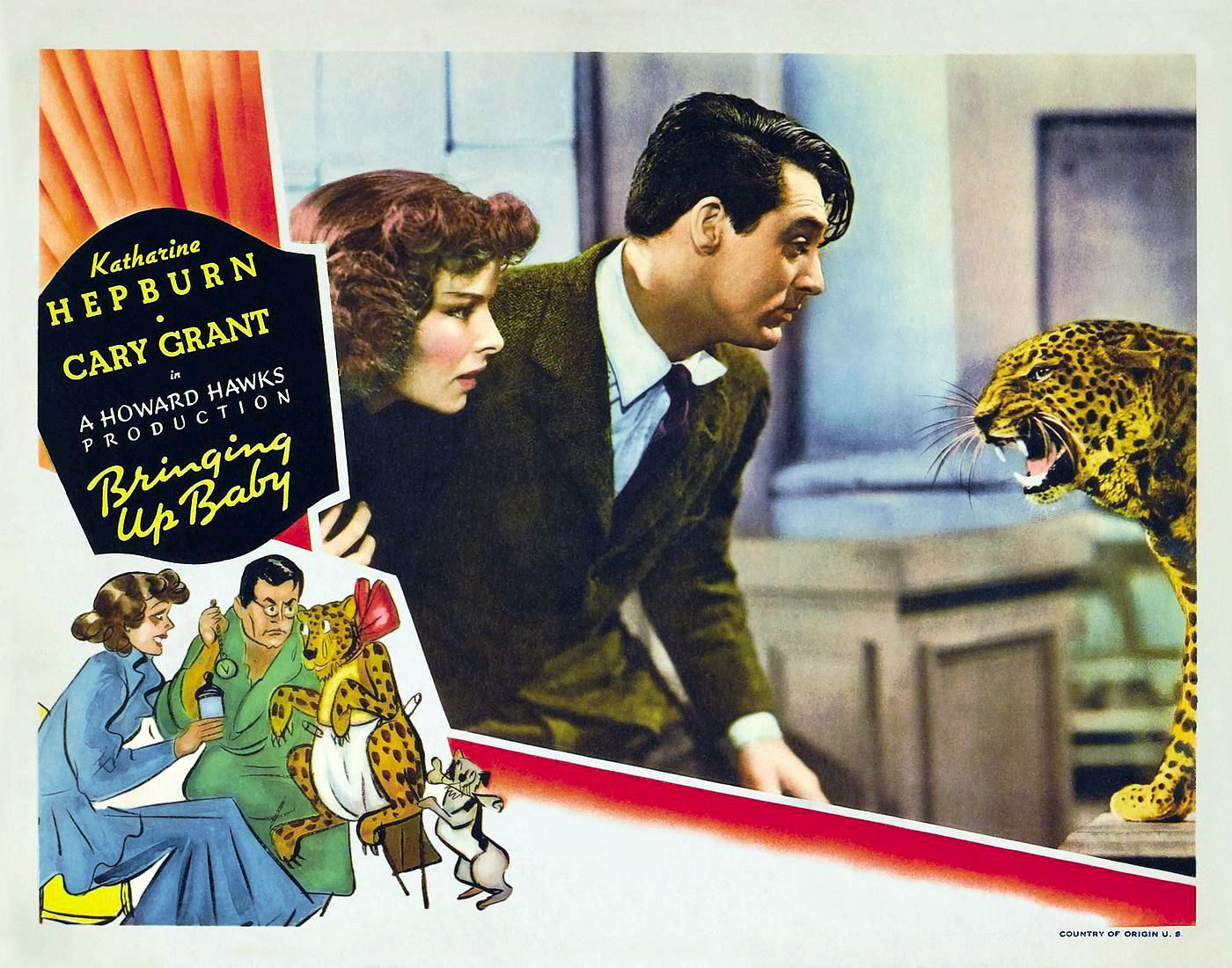
Bringing Up Baby (1938) este o comedie screwball din perioada clasică a genului.

Comedia nebună (engleză Screwball comedy) este un subgen al genului de comedie romantică de la Hollywood din anii treizeci și începutul anilor patruzeci.  Își ia numele din argoul american în care  screwball se referă la un individ cu un comportament ciudat sau chiar excentric. Acest termen este el însuși derivat din jargonul de baseball în care screwball (literalmente „minge înșurubată”), este o minge aruncată în așa fel încât traiectoria sa este imprevizibilă.
A satirizat povestea de dragoste tradițională. Multe caracteristici secundare ale acestui gen sunt similare cu film noir, dar se distinge prin faptul că este caracterizată de o femeie care domină relația cu personajul central masculin, a cărui masculinitate este contestată. Cei doi se angajează într-o bătălie plină de umor a sexelor, care a fost o nouă temă pentru Hollywood și publicul din acea vreme.
Ceea ce diferențiază comedia nebună de comedia romantică generică este faptul că în timp ce „comedia screwball parodiază în mod amuzant iubirea, comedia romantică mai tradițională accentuează în cele din urmă iubirea”.